# Сулакиоти, Мариам
Игуменья Мариа́м Сулакио́ти (греч. Μαριάμ Σουλακιώτη); ок. 1883 — 23 ноября 1954; известная также как Мариам Сулакиоту (греч. Μαριάμ Σουλακιώτου), а в прессе под прозвищем «женщина Распутина» (греч. Η γυναίκα Ρασπούτιν)) — настоятельница монастыря Панагия Певковунойатрисса Греческой православной старостильной церкви и серийная убийца, действовавшая с 1939 по 1951 год.
Греческие власти выдвинули против неё множество обвинений, включая убийства, мошенничество, подделку завещаний, шантаж и пытки. В 1952 году Сулакиоти была приговорена к пожизненному заключению и скончалась в тюрьме для политзаключённых «Авероф» в 1954 году.
Предположительно Сулакиоти совершала свои преступления на территории монастыря Панагия Певковунойатрисса, расположенного близ небольшого греческого города Кератея. Монастырь остаётся открытым, и до сих пор некоторые его монахини верят, что Сулакиоти была невинна, и почитают её как святую.

## Религиозная деятельность
Мариам Сулакиоти была активной последовательницей старостильной церкви, действуя вместе с иеромонахом Матфеем (Карпафакисом). В 1927 году ими был основан монастырь Панагия Певковунойатрисса, ставший духовно-административным центром ИПЦ Греции (Синод Матфея). Образованную структуру официальное греческое православие считает находящимся в схизме. После смерти архиепископа Матфея, Сулакиоти сменила его на посту настоятеля обители.

## Криминальная деятельность
Предполагаемый типичный способ совершения преступлений у Сулакиоти состоял в том, чтобы побуждать богатых женщин присоединиться к её монашеской общине, а затем пытать их, пока они не пожертвуют своё состояние монастырю. Как только деньги оказывались в её распоряжении, Сулакиоти растрачивала их, а в некоторых случаях убивала жертвователя. По сообщению агентства «Рейтер», на момент ареста она имела в собственности около трёхсот объектов недвижимости по всей Греции вместе с «золотом и драгоценностями стоимостью в тысячи фунтов».
Кроме того, Сулакиоти требовала строгого соблюдения аскетических практик в своём монастыре, что, по утверждению полиции, привело к смерти около 150 детей от туберкулёза. Жертвы обвиняли её также в том, что она пытала их, морила голодом, несправедливо заключала в тюрьму и избивала. Сулакиоти отрицала все обвинения против неё до самой смерти, называя их «сатанинскими вымыслами» (греч. κατασκευάσματα του σατανά).
Число жертв Сулакиоти является предметом споров: наиболее часто приводится цифра в 27 убийств и 150 убийств по неосторожности на основании медицинских свидетельств, представленных во время суда над ней.